# Meconopsis wumungensis
Meconopsis wumungensis là một loài thực vật có hoa trong họ Anh túc. Loài này được K.M. Feng & H. Chuang mô tả khoa học đầu tiên năm 1979.